# Zhangiella dongshanensis
Zhangiella dongshanensis is een hydroïdpoliep uit de familie Australomedusidae. De poliep komt uit het geslacht Zhangiella. Zhangiella dongshanensis werd in 1994 voor het eerst wetenschappelijk beschreven door Xu & Huang. 